# إدواردو كورليتي
إدواردو كورليتي (بالإسبانية: Eduardo Corletti) هو ملاكم أرجنتيني محترف سابق صنّف ضمن فئة الوزن الثقيل. سبق أن شارك في دورة الألعاب الأولمبية الصيفية سنة 1960. حقق الميدالية الفضية في دورة الألعاب الأمريكية 1959.

## إحصائيات
خاض خلال مسيرته 51 نزالا، فاز في 32 وتعادل في 5 وخسر في 14. فاز بالضربة القاضية في 17 نزالا.

## الميداليات
| الميدالية | المسابقة                    |
| --------- | --------------------------- |
| فضية      | دورة الألعاب الأمريكية 1959 |

## روابط خارجية
- إدواردو كورليتي على موقع بوكس ريك (الإنجليزية) (registration required)
- إدواردو كورليتي على موقع أوليمبيديا (الإنجليزية)